# Oxford Drama
Oxford Drama – polski zespół electropopowy pochodzący z Wrocławia. Tworzą go Małgorzata Dryjańska i Marcin Mrówka. W 2015 r. pod szyldem wytwórni Brennnessel wydali debiutancki album In Awe. Grupa wystąpiła w 2015 r. na Open’er Festival. Zespół przyznaje, że największą muzyczną inspirację dla niego stanowi muzyka Morrisseya.

## Dyskografia

### Albumy
- 2015-10-23: In Awe[3]
- 2018-09-21: Songs[4]
- 2021-03-26: What's The Deal With Time?[5]
- 2024-04-12: The World Is Louder[6][7]

### EP
- 2015-01-20: Fluctuations
- 2014-04-14: Oxford Drama

### Single
- 2015: From Past to Now, Illusive, Bright Beginning, Preserve
- 2014: Asleep/Awake (Venter Remix), Limbo